# Peucedanum shair
Peucedanum shair är en flockblommig växtart som beskrevs av Henri Ernest Baillon. Peucedanum shair ingår i släktet siljor, och familjen flockblommiga växter. Inga underarter finns listade i Catalogue of Life.